# Mori Sumio
Mori Sumio (jap. 森 澄雄, eigentlich: 森 澄夫; * 28. Februar 1919 in Nagasaki oder Himeji; † 18. August 2010 in Tokio) war ein japanischer Haiku-Dichter und Mitglied der japanischen Akademie der Künste.

## Leben
Mori Sumio wurde in Nagasaki, einigen Quellen zufolge jedoch im Gebiet Aboshi der Stadt Himeji, Präfektur Hyōgo geboren. Während seines Besuches der höheren Handelsschule wurde er von Katō Shūson in der Haiku-Dichtung unterwiesen.
1940 beteiligte er sich an der Gründung der Haiku-Zeitschrift Kanrai (寒雷, dt. „Winterdonner“) Shūsons und war später Mitglied der Redaktion.
1942, nach Abschluss eines Studiums der Wirtschaftswissenschaft an der Kaiserlichen Universität Kyūshū, wurde er zum Kriegsdienst einberufen und nahm ab 1944 an mehreren Kampfeinsätzen teil. 1946 kehrte er in das zivile Leben zurück und trat 1947 eine Anstellung als Lehrer an der Mädchenoberschule Tosu der Präfektur Saga (jap. Schulname: 佐賀県立鳥栖高等女学校, Saga-kenritsu Tosu kōtō jogakkō) an. Später wechselte er an die Oberschule Toshima der Präfektur Tokio (jap. Schulname: 都立豊島高等学校, Toritsu Toshima kōtō gakkō).
1954 veröffentlichte er seine erste Haiku-Zusammenstellung Yukitsubute (雪礫, dt. „Schneeball“).
1970 gründete er eine eigene Haiku-Zeitschrift, betitelt Sugi (杉, dt. „Zeder“), und übernahm die Leitung der Redaktion.
Im weiteren Verlauf seines literarischen Schaffens erhielt Mori zahlreiche Preise und Auszeichnungen: 1977 wurde die Haiku-Zusammenstellung Riso (鯉素) mit dem Yomiuri-Literaturpreis (読売文学賞, Yomiuri-bungaku-shō) und 1987 die weitere Haiku-Zusammenstellung Shien (四遠) mit dem Dakotsu-Preis (蛇笏賞, Dakotsu-shō) gewürdigt. Ebenfalls 1987 wurde er mit der Medaille am violetten Bande (紫綬褒章, Shiju-hōshō) ausgezeichnet. 1993 folgte eine Auszeichnung mit dem kleinen Orden der Aufgehenden Sonne. 1997 erhielt er für Kakan (花間) und Haiku no inochi (俳句のいのち) den kaiserlichen Preis der Japanischen Akademie der Künste, in die er gleichen Jahres als Mitglied aufgenommen wurde. 2001 wurde ihm der Orden des Heiligen Schatzes dritter Klasse verliehen. 2005 wurde er zum Bunka Kōrōsha erklärt (文化功労者, Definition: Person, die sich um die Kultur in bedeutendem Maße verdient gemacht hat; verbunden hiermit ist neben der Ehre der Auszeichnung ein Rentengeld auf Lebenszeit).
Thema zahlreicher seiner Haiku ist das alltägliche Leben, insbesondere die Zuneigung zur Ehefrau oder die Verbindung zwischen Ehemann und Ehefrau.
Mori war für Auswahl und Kritik von Haiku für die Yomiuri-Zeitung verantwortlich. Seine Kommentierungen sind bekannt für die eingehenden Erklärungen vorkommender Eigennamen.
Mori starb im August 2010 im Alter von 91 Jahren nach einer mehrmonatigen Phase des Unwohlseins in einem Krankenhaus in Tokio an einer Lungenentzündung.

## Werke
| Titel                                             | Titel                             | Verlag                   | Ort    | Datum |
| ------------------------------------------------- | --------------------------------- | ------------------------ | ------ | ----- |
| Kagan                                             | 花眼                              | Bokuyōsha                | Tokio  | 1969  |
| Mori Sumio haironshū                              | 森澄雄俳論集                      | Nagata Shobō             | Tokio  | 1971  |
| Fuō                                               | 浮鷗                              | Nagata Shobō             | Tokio  | 1973  |
| Mori Sumio kushū                                  | 森澄雄句集                        | Gogatsu Shobō            | Tokio  | 1976  |
| Yūhō                                              | 游方                              | Rippū Shobō              | Tokio  | 1980  |
| Haiku-yūshin                                      | 俳句遊心                          | Gogatsu Shobō            | Tokio  | 1980  |
| Oumi                                              | 淡海                              | Unotatsuyama Bunko       | Tokio  | 1982  |
| Kararo                                            | 空艪                              | Unotatsuyama Bunko       | Tokio  | 1983  |
| Sumio haiwa-hyakudai                              | 澄雄俳話百題                      | Nagata Shobō             | Tokio  | 1984  |
| Mori-Sumio-haiku-juku                             | 森澄雄俳句塾                      | Bunka Shuppankyoku       | Tokio  | 1984  |
| Haiku-yūsō                                        | 俳句遊想                          | Kōdansha Gakujutsu Bunko | Tokio  | 1987  |
| Haiku to yugyō                                    | 俳句と遊行                        | Fujimi Shobō             | Tokio  | 1987  |
| Shi no shinjitsu: haiku-jissaku-sakuhō            | 詩の真実 俳句実作作法             | Kadokawa Shoten          | Tokio  | 1987  |
| Shoshō                                            | 所生                              | Kadokawa Shoten          | Tokio  | 1989  |
| Haijin-kuwa: gendai-haijintachi no fūbō to shisei | 俳人句話 現代俳人たちの風貌と姿勢 | Kadokawa Shoten          | Tokio  | 1989  |
| Hana wa mina                                      | はなはみな                        | Furansudō                | Mitaka | 1990  |
| Mori Sumio haiwa-gojūdai                          | 澄雄俳話五十題                    | Nagata Shobō             | Tokio  | 1993  |
| Medetasa no bungaku                               | 俳句と遊行                        | Yūshorin                 | Tokio  | 1994  |
| Haiku kono yutaka naru mono                       | 俳句この豊かなるもの              | Yūshorin                 | Tokio  | 1994  |
| Mori Sumio saijiki                                | 森澄雄歳時記                      | Kashinsha                | Tokio  | 1995  |
| Shien                                             | 四遠                              | Yūshorin                 | Tokio  | 1996  |
| Haiku no inochi                                   | 俳句のいのち                      | Kadokawa Shoten          | Tokio  | 1998  |
| Haiku no yutakasa: Mori Sumio taidanshū           | 俳句のゆたかさ 森澄雄対談集       | Asahi Shimbunsha         | Tokio  | 1998  |
| Kakan                                             | 花間                              | Asahi Shimbunsha         | Tokio  | 1998  |
| Koto-yūyū                                         | 古都悠遊                          | Furansudō                | Chōfu  | 1999  |
| Mite wasuru                                       | 見て忘る                          | Kakūsha                  | Tokio  | 1999  |
| Haiku ni manabu                                   | 俳句に学ぶ                        | Kadokawa-shoten          | Tokio  | 1999  |
| Mandarage                                         | 曼陀羅華                          | Asahi Shimbunsha         | Tokio  | 2000  |
| Tenjitsu                                          | 天日                              | Asahi Shimbunsha         | Tokio  | 2001  |
| Mori Sumio kushū                                  | 森澄雄句集                        | Geirin Shobō             | Chōfu  | 2002  |
| Yūshin                                            | 遊心                              | Ueppu                    | Tokio  | 2003  |
| Kyoshin                                           | 虚心                              | Bungaku no mori          | Tokio  | 2004  |
| Shin: Sumio haiwa-hyakudai                        | 新澄雄俳話百題                    | Nagata Shobō             | Tokio  | 2005  |

| Personendaten    | Personendaten                                             |
| ---------------- | --------------------------------------------------------- |
| NAME             | Mori, Sumio                                               |
| ALTERNATIVNAMEN  | 森 澄雄 (japanisch); 森 澄夫 (japanisch, wirklicher Name) |
| KURZBESCHREIBUNG | japanischer Haiku-Dichter                                 |
| GEBURTSDATUM     | 28. Februar 1919                                          |
| GEBURTSORT       | Nagasaki, Japan                                           |
| STERBEDATUM      | 18. August 2010                                           |
| STERBEORT        | Tokio                                                     |